# 瓦列里·肖明
瓦列里·基莫维奇·肖明（1971年7月31日—），生于苏联莫斯科，是射击运动员，曾三次代表俄罗斯参加夏季奥运会。
肖明參加2004年雅典夏季奥运会男子定向飛靶比赛，與另一選手并列第15名。2008年北京奧運會取得男子定向飛靶第19名。2012年奥运会取得男子定向飛靶第4名。